# Свеправославно Друштво Преподобни Јустин Ћелијски и Врањски
Свеправославно Друштво Преподобни Јустин Ћелијски и Врањски је основано са циљем окупљања свих православних народа и православних цркава ради проучавања дела оца Јустина Поповића као једног од најзначајнијих теолога 20. века.

## Оснивање
Свеправославно Друштво почело је са радом Оснивачком скупштином у Врању, 3. октобра 2015. године.
У оснивању Друштва учествовали су: Високопреосвећени Митрополити димитријадски и алмирски Игњатије (Грчка Православна Црква) и загребачко-љубљански Порфирије, Преосвећени Епископи: шахтински и милеровски Симон (Руска Православна Црква), горлички Пајсије (Пољска Православна Црква), бачки Иринеј, крушевачки Давид, франкфуртски и целе Немачке Сергије, стобијски Давид, домаћин-врањски Пахомије, у име Епископа ваљевског Милутина протојереј Милован Теовановић, у име Епископа аустријско-швајцарског протојереј-ставрофор Богољуб Поповић и у име Архиепископа тиранског, господин Василије Кристо.
За Управитеља Друштва изабран је Епископ врањски Пахомије.

## Циљеви Друштва
Циљеви Друштва су:
- промовисање учења Преподобног Јустина Ћелијског и Врањског,[2]
- одржавање и обогаћивање сарадње између православних митрополија, епархија, манастира, парохија, друштава из области уметности, културе, образовања и спорта,
- подстицање и ширење заједништва и сарадње између постојећих институција и организација православних народа,

организовање трибина, симпосијума, предавања, семинара и других сличних манифестација,
- неговање унутрашње и спољашње мисије Православне Цркве,
- помоћ ближњима путем добротворних активности.

## Одбори и секције Друштва
Православна епархија врањска у оквиру рада Друштва и у складу са Статутом предвиђа рад на нивоу Епархије по следећим одборима и секцијама:
- Секција за научно-теолошке и образовне активности,
- Секција за културу, омладину и спорт,
- Секција за пројектне активности,